# William Anderson Black
Pour les articles homonymes, voir William Black, Anderson et Black.
 (septembre 2022).
Si vous disposez d'ouvrages ou d'articles de référence ou si vous connaissez des sites web de qualité traitant du thème abordé ici, merci de compléter l'article en donnant les références utiles à sa vérifiabilité et en les liant à la section « Notes et références ».
Black, William Anderson (9 octobre 1847 - 1er septembre 1934) est un homme politique canadien, petit-fils de William Black le fondateur de l’Église méthodiste dans les provinces maritimes du Canada. 

## Biographie
William Black fait ses études à la Mount Allison Academy puis au King’s College, avant de se lancer en affaires comme exportateur maritime dans la région de Windsor. Développant un commerce fleurissant, il établit les premiers liens commerciaux du Canada avec les colonies britanniques des Antilles.
Il se lane en politique et est élu député du comté d’Halifax en 1923, poste qu’il occupe jusqu’à son décès survenu en 1934. Il détient brièvement le porte-feuille ministériel des Chemins de fer et est ministre de la Marine et des Pêcheries par intérim dans l’éphémère gouvernement du premier ministre Arthur Meighen en 1926.